# Кевер
Кеве́р (фр. Quévert, брет. Kever, галло Qevèr) — коммуна во Франции, находится в регионе Бретань, департамент Кот-д’Армор, округ Динан, кантон Динан. Пригород Динана, примыкает к нему с запада. Расположена приблизительно в 330 км к западу от Парижа, в 50 км северо-западнее Ренна, в 55 км к востоку от Сен-Бриё. Через территорию коммуны проходит национальная автомагистраль N176.
Население (2019) — 3 976 человек.

## Достопримечательности
- Часовня Сент-Анн-дю-Роше (XIV век)
  - Горельеф «Распятие» (XIV век). Исторический памятник с 1975 года[2]
- Приходская церковь Святого Лаврентия (XVI век)
  - Статуя «Мадонна с младенцем» (XVIII век). Высота — 120 см. Исторический памятник с 1969 года[3]
  - Купель (XVI век). Состоит из двух гранитных резервуаров. Исторический памятник с 1956 года[4]

## Экономика
Структура занятости населения:
- сельское хозяйство — 1,7 %
- промышленность — 14,5 %
- строительство — 6,8 %
- торговля, транспорт и сфера услуг — 53,8 %
- государственные и муниципальные службы — 23,2 %

Уровень безработицы (2018) — 10,3 % (Франция в целом —  13,4 %, департамент Кот-д’Армор — 11,5 %). 

Среднегодовой доход на 1 человека, евро (2018) — 21 900 (Франция в целом — 21 730, департамент Кот-д’Армор — 21 230).
В 2007 году среди 2107 человек в трудоспособном возрасте (15—64 лет) 1422 были экономически активными, 685 — неактивными (показатель активности — 67,5 %, в 1999 году было 66,6 %). Из 1422 активных работали 1291 человек (656 мужчин и 635 женщин), безработных было 131 (73 мужчины и 58 женщин). Среди 685 неактивных 182 человека были учениками или студентами, 300 — пенсионерами, 203 были неактивными по другим причинам.

## Демография
Динамика численности населения, чел.

## Администрация
Пост мэра Кевера с 2018 года занимает социалист Филипп Ландюре (Philippe Landuré). На муниципальных выборах 2020 года возглавляемый им левый список победил в 1-м туре, получив 52,34 % голосов (из трех списков).
| Период | Период | Фамилия          | Партия                               | Примечания          |
| ------ | ------ | ---------------- | ------------------------------------ | ------------------- |
| 1945   | 1971   | Леопольд Мирьель | Коммунистическая партия Разные левые | столяр              |
| 1971   | 2001   | Луи Мартен       |                                      | профессор           |
| 2001   | 2014   | Ален Бюрло       | Разные левые                         | профессор           |
| 2014   | 2020   | Мари-Одиль Фош   | Разные левые                         | социальный работник |
| 2020   |        | Филипп Ландюре   | Социалистическая партия              |                     |

## Галерея

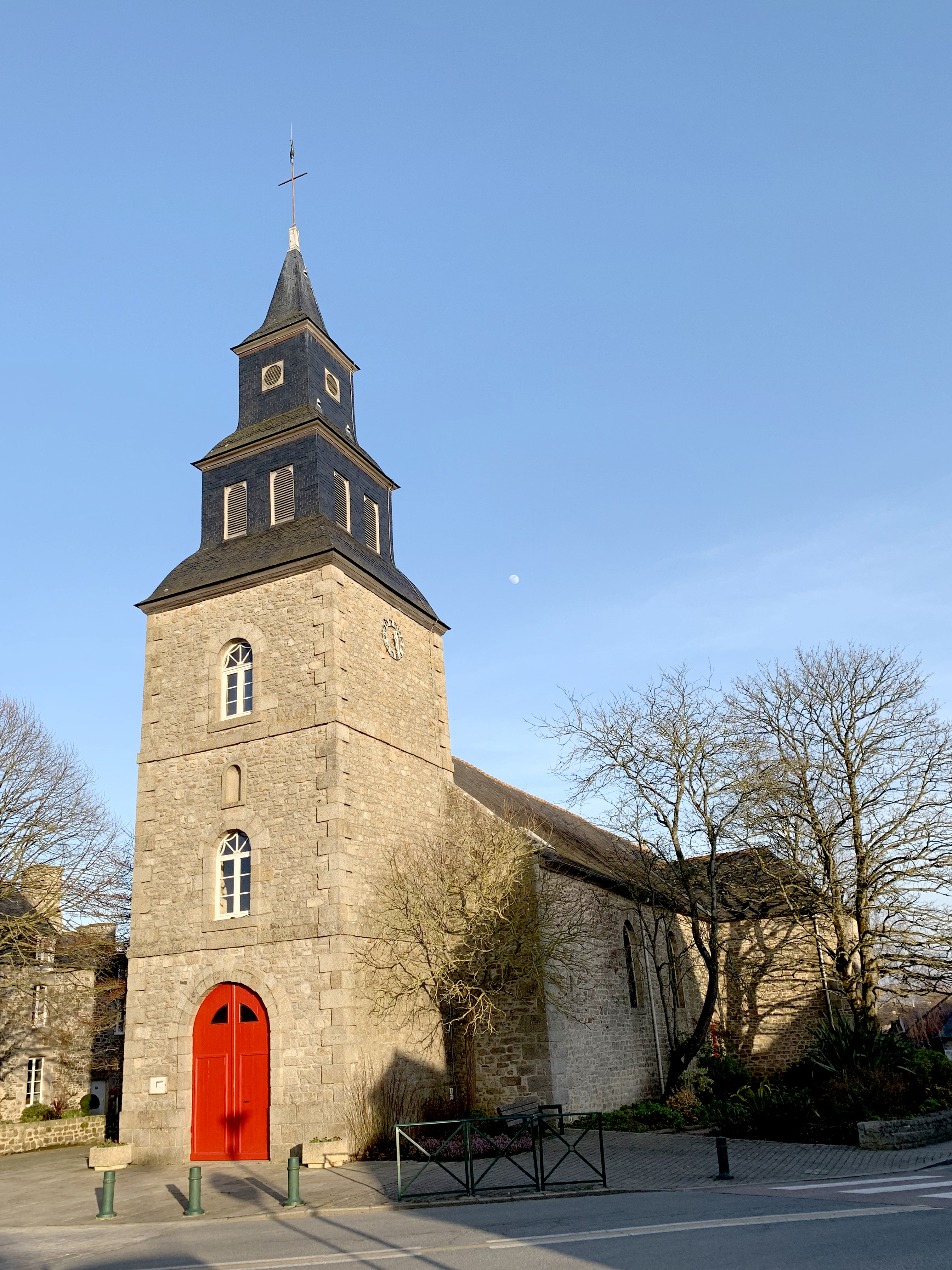
Церковь Святого Лаврентия
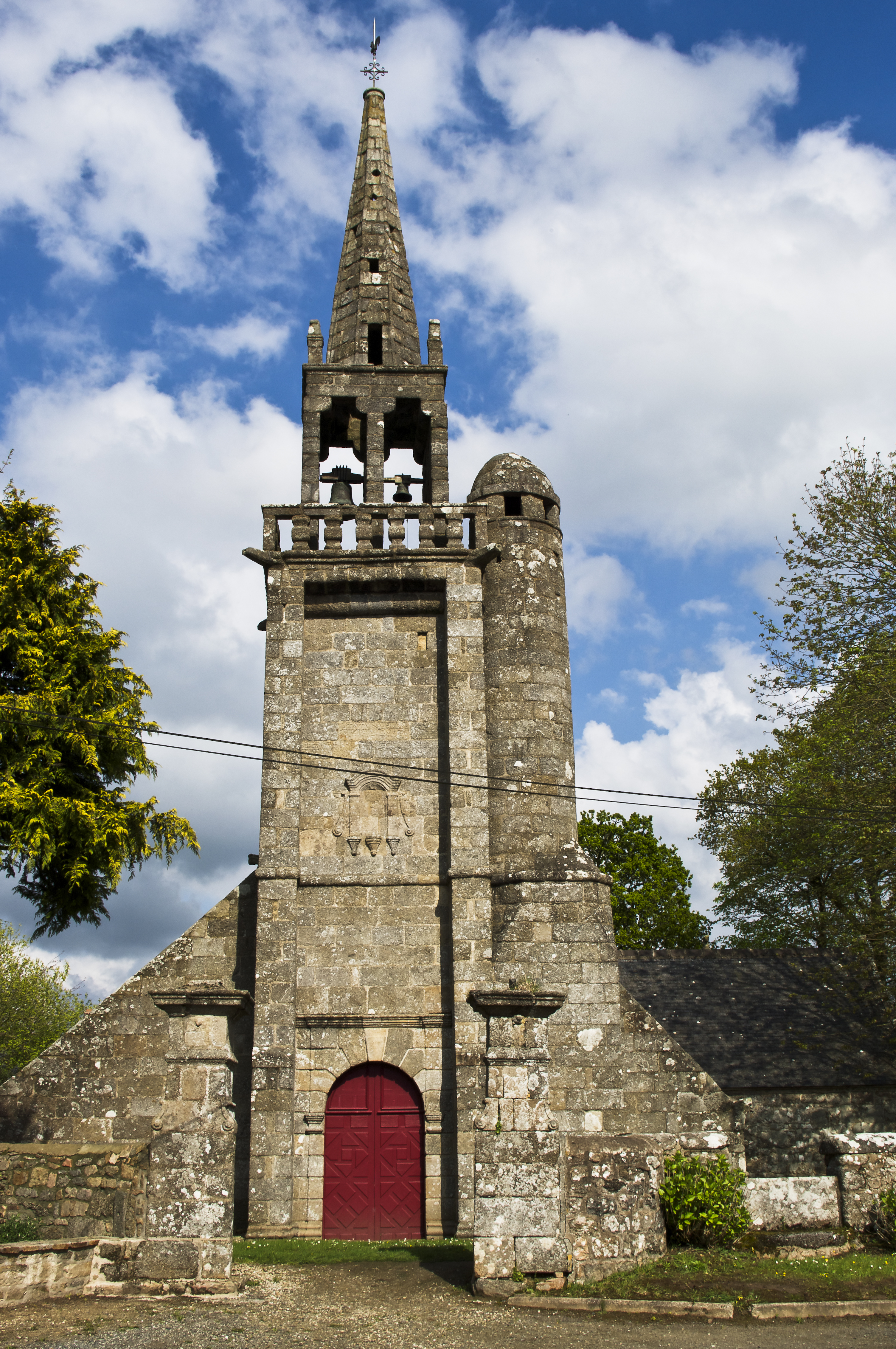
Часовня Святой Анны